# Андрушки (хутір)
Андрушки (попередня назва — Каташинка, пол. Kataszynka) — колишній хутір у Паволоцькій волості Сквирського повіту Київської губернії та Андрушківській сільській раді Попільнянського району Білоцерківської округи.

## Населення
На початку 20 століття нараховувалося 19 дворів та 162 мешканці.

## Історія
На початку 20 століття — Каташинка, хутір Паволоцької волості Сквирського повіту, за 28 верст від Сквири, на однойменній річці.
У 1923 році — хутір Каташинка, підпорядкований новоствореній Андрушківській сільській раді, котра, від 7 березня 1923 року, увійшла до складу новоутвореного Попільнянського району Білоцерківської округи.
Станом на 1 вересня 1946 року не значиться на обліку населених пунктів.